# Branko Ilić
Branko Ilić (n. 6 februarie 1983, Ljubljana, Republica Socialistă Slovenia, RSF Iugoslavia) este un fotbalist sloven.
Între 2004 și 2015, Ilić a jucat 63 de meciuri și a marcat 1 goluri pentru echipa națională a Sloveniei. Ilić a jucat pentru naționala Sloveniei la Campionatul Mondial din 2010.

## Statistici
| Slovenia | Slovenia | Slovenia |
| An       | Meciuri  | Goluri   |
| -------- | -------- | -------- |
| 2004     | 1        | 0        |
| 2005     | 6        | 0        |
| 2006     | 8        | 0        |
| 2007     | 10       | 0        |
| 2008     | 9        | 0        |
| 2009     | 1        | 0        |
| 2010     | 4        | 0        |
| 2011     | 3        | 0        |
| 2012     | 0        | 0        |
| 2013     | 9        | 0        |
| 2014     | 5        | 0        |
| 2015     | 7        | 1        |
| Total    | 63       | 1        |